# William Muir

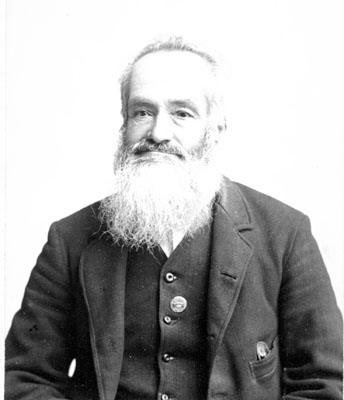
Sir William Muir

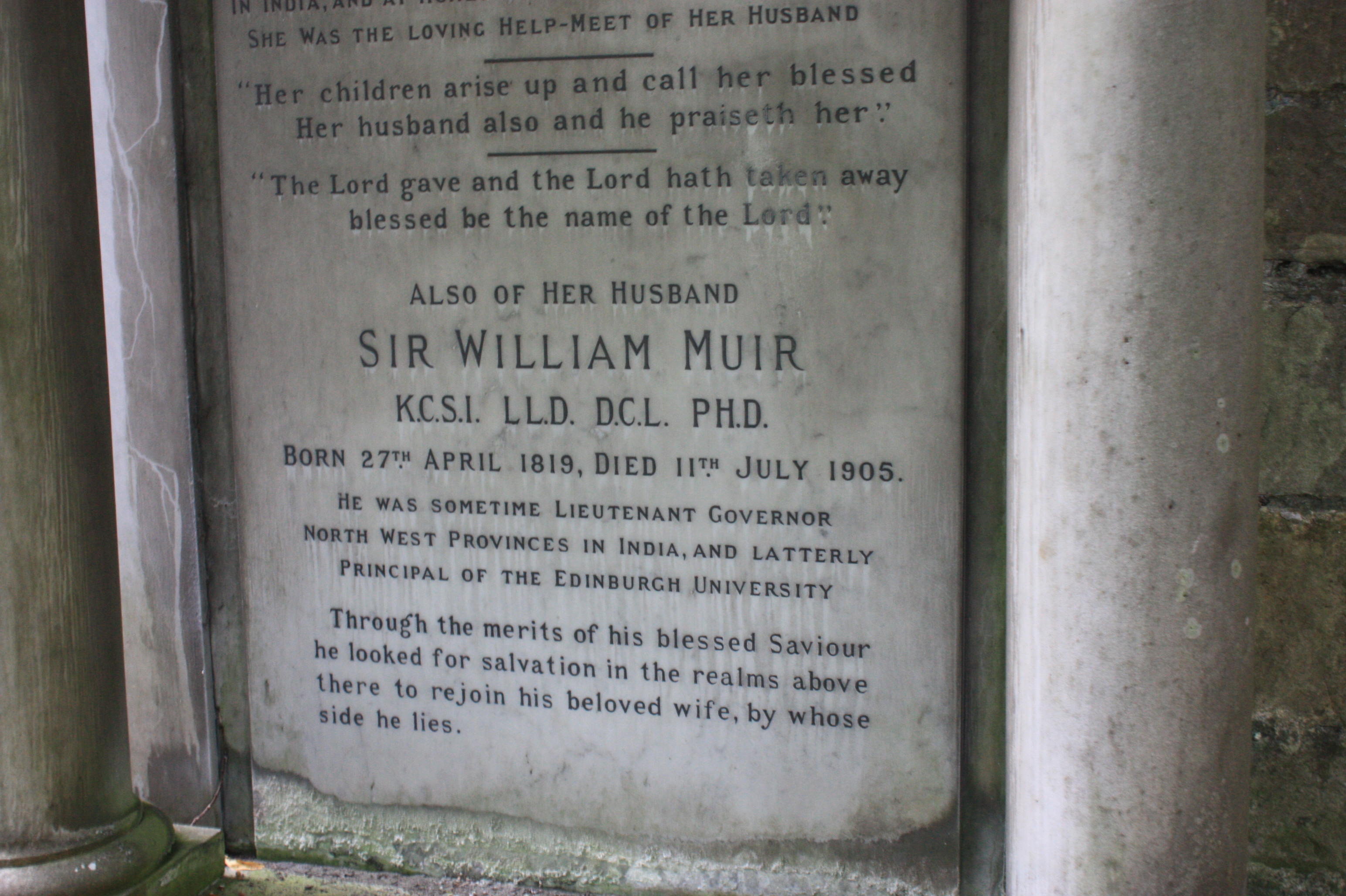
Muirs Grab

Sir William Muir KCSI (* 27. April 1819 in Glasgow; † 11. Juli 1905 in Edinburgh) war ein britischer Kolonialpolitiker, Orientalist, Missionswissenschaftler und einer der bedeutendsten britischen Islamwissenschaftler des 19. Jahrhunderts.

## Leben

### Jugend und Ausbildung (1819–1837)
William Muir war das achte und letzte Kind des Kaufmanns William Muir, welcher zwei Jahre nach seiner Geburt starb, und dessen Ehefrau Helen. Nach dem Tod des Vaters zog die Familie nach Kilmarnock und später nach Edinburgh, wo er, wie auch in Glasgow, die Universität besuchte. Jedoch schloss er das Studium an keiner der beiden Universitäten ab. Die Beziehungen seines Großonkels, Sir James Shaw, ehemals Bürgermeister und Stadtkämmerer von London, ermöglichten es aber, dass William (wie seine drei Brüder John, James und Mungo) in die Dienste der East India Company genommen wurde. Nachdem er im Haileybury College auf seine Tätigkeit in der Zivilverwaltung in Indien vorbereitet worden war, verließ er England und erreichte am 16. Dezember 1837 seinen ersten Einsatzort, Bombay.

### Dienstzeit in Indien (1837–1876)
In Bombay, wie später in den Distrikten Cawnpore (das heutige Kanpur), Bundelkhand und Fatehpur Sikri, war er zunächst als einfacher Beamter für die Erhebung und Einziehung der Grundsteuer zuständig. Durch den so gegebenen Kontakt mit der einheimischen Bevölkerung hatte er die Möglichkeit, die lokalen Dialekte, Bräuche und religiösen Riten kennenzulernen. Die Verwendung dieses Wissens für die administrativen und politischen Aufgaben sowie seine eiserne Arbeitsmoral – es wird berichtet, dass Muir jeden Morgen um 4 Uhr mit der Arbeit begann – ermöglichten es ihm, in den insgesamt 39 Jahren seines Dienstes für die East India Company und die britische Kolonialregierung Indiens Karriere zu machen: Nachdem er zunächst in die Leitungsebene der Steuerbehörde aufgestiegen war, wurde er 1847 zum Minister der Regierung der Nordwest-Provinzen Indiens mit Sitz in Agra berufen. Während des Sepoy-Aufstandes von 1857 wurde er von Vizegouverneur John Russell Colvin kurz vor dessen Tod mit der Führung der Geschäfte der Provinzregierung und der Leitung des Nachrichtendienstes beauftragt. Nach dem Aufstand bekleidete Muir wieder das Amt eines Ministers in der Provinzregierung, bis er 1864 in den Legislativrat Indiens berufen wurde. 1867 ernannte ihn der Vizekönig Lord John Laird Mair Lawrence zum Außenminister der britischen Kolonialregierung von Indien. Im selben Jahr wurde er als Knight Commander des Order of the Star of India geadelt. Schon ein Jahr später trat er von diesem Amt zurück und wurde Vizegouverneur der Nordwest-Provinzen; dieses Amt bekleidete er bis 1874. Nach einem kurzen Aufenthalt in Großbritannien war Muir während der beiden letzten Jahre seiner Dienstzeit in Indien (1874–76) Mitglied im Exekutivrat der britischen Kolonialregierung. 1876 war Muir als Nachfolger von Lord Northbrook als Vizekönig von Indien im Gespräch, lehnte das Amt jedoch ab. Stattdessen kehrte Muir nach Großbritannien zurück.
1840 heiratete er Elizabeth Huntley, mit der er 15 Kinder hatte.

### Arbeit für den Indienrat (1876–1885) und für die Universität von Edinburgh (1885–1903)
In Großbritannien berief ihn im selben Jahr der britische Staatssekretär für Indien in den Indienrat. Im Dezember 1885 wechselte Muir an die Universität Edinburgh, der er bis 1903 als Rektor vorstand.

## Muirs Wirkung

### Administrativer und politischer Bereich
Muirs Tätigkeit im administrativen und politischen Bereich galt seinen Zeitgenossen als herausragend und beispielhaft. Wie nur wenige andere Kolonialbeamte bemühte sich Muir um profunde Kenntnisse der Landessprachen und -kulturen. Muir setzte sich für die verarmte Landbevölkerung ein, förderte die Schul- und Universitätsausbildung, unterstützte das von Sayyid Ahmad Khan initiierte Muhammadan Anglo-Oriental College in Aligarh, die heutige Aligarh Muslim University, und gründete selbst das Muir Central College, die heutige University of Allahabad. Vehement bekämpfte er den aus der traditionellen Abwertung von Frauen resultierenden Mord an weiblichen Neugeborenen, wie er im Indien des 19. Jahrhunderts noch praktiziert wurde. Eine Behinderung des Fortschritts sah er auch im Islam, der Mehrheitsreligion in den damaligen Nordwest-Provinzen Indiens. Aus diesem Grund kam er zu der Ansicht, dass die europäisch-britische Kultur und die entsprechende Ausprägung des Christentums die einzigen Garanten für einen zivilisatorischen Fortschritt Indiens darstellen. Muir unterstützte die in Indien tätigen christlichen Missionsgesellschaften sowie die christliche Minderheit, obwohl die Zivilverwaltung sich offiziell als religiös neutral verstand. Auf seiner Initiative beruht zum Beispiel die Gründung von Muirabad, einer christlichen Siedlung in der Nähe von Prayagraj.

### Wissenschaftliche Tätigkeit
Diese Liebe für das indische Volk und gleichzeitige Ablehnung vieler Sitten und religiöser Eigenarten bestimmte auch seine wissenschaftliche Tätigkeit. Muir förderte die wissenschaftliche Beschäftigung mit der hinduistischen und islamischen Religion und Kultur sowie mit den indischen Sprachen und Dialekten. 1862 stiftete er zusammen mit seinem Bruder John, einem Sanskrit-Forscher, zum Gedenken seines Großonkels Sir James Shaw die Shaw-Professur für Sanskrit und vergleichende Literaturwissenschaft an der Universität von Edinburgh. Von höchster Stelle wurde seine wissenschaftliche Kompetenz anerkannt, als Queen Victoria sich 1876 den Titel einer Kaiserin von Indien zulegte und die dafür von Muir vorgeschlagene Übersetzung „Kaisar-i-Hind“ akzeptierte.

### Ehrungen
Die Universitäten Oxford, Cambridge, Edinburgh, Glasgow und Bologna verliehen Muir aufgrund seiner vielfältigen sprach- und islamwissenschaftlichen Forschungen die Ehrendoktorwürde. Die Royal Asiatic Society, deren Mitglied Muir 1877 wurde, wählte ihn 1884 zu ihrem Präsidenten. Dieses Amt legte er nach seiner Ernennung zum Rektor an der Universität von Edinburgh nieder, bekleidete jedoch das Amt des Vizepräsidenten in den Jahren 1885–1886 und 1894–1897.
Die Royal Asiatic Society würdigte seine Bedeutung für die Erforschung der islamischen Geschichte und Literatur 1903 mit der Verleihung der Triennal Jubilee Gold Medal.

### The Life of Mahomet
Muirs Ruf als einer der bedeutendsten britischen Islamwissenschaftler des 19. Jahrhunderts beruht vor allem auf seiner Biographie Mohammeds, The Life of Mahomet, die auf Artikeln in der Calcutta Review basierend in den Jahren 1858–1861 als vierbändiges Werk erschien und eine Vielzahl von Auflagen erlebte. The Life of Mahomet galt von der zweiten Hälfte des 19. Jahrhunderts bis zum Anfang des 20. Jahrhunderts in der britischen Forschung als die Standardbiographie über Mohammed und prägte Generationen von Islamwissenschaftlern und christlichen Missionaren. Gerühmt wurde vor allem, dass Muir als einer der ersten westlichen Islamwissenschaftler seiner Biographie frühe islamische Quellen im Original zugrunde legte und diese historisch-kritisch bewertete. Er und sein Werk werden auch im 21. Jahrhundert noch rezipiert, und dies sogar von islamischer Seite bezüglich seiner Aussagen zum Koran.

#### Muir und Mohammed
Muir unterschied als einer der ersten zwischen mekkanischer und medinensischer Periode Mohammeds, erstere war von religiöser Wahrheitssuche geprägt, letztere von weltlichem Ehrgeiz und korruptem Machthunger. Während er der frühen Lebensphase Mohammeds in Mekka noch positive Seiten abgewinnen konnte, war der Mohammed von Medina für Muir durch negative Begriffe wie Intoleranz, Unmoral und Blasphemie zu charakterisieren. Dies beruhte zum einen darauf, dass The Life of Mahomet Nachwirkung einer Debatte zwischen dem muslimischen Gelehrten Rahmatallāh al-Kairānawī und dem christlichen Missionar Karl Gottlieb Pfander war, der sog. Mohammedan Controversy, die 1854 in der indischen Stadt Agra stattfand und bei der sich beide Seiten als Sieger sahen. Zum anderen müssen Muirs Motive für die wissenschaftliche Beschäftigung mit dem Islam beachtet werden.

#### Muir, das Christentum und der Islam
Als evangelikalem Christ ging es Muir darum, den Islam – der für ihn sowohl Religion als auch Kultur war – als Feind des Christentums und des Fortschritts in Indien zu entlarven und die Ausbreitung des Christentums, als Gegenentwurf dazu, zu fördern. Dies solle, so Muir, nicht durch Waffengewalt und Zwang geschehen, sondern es gelte, die Muslime mit Weisheit, Liebe und Sachverstand von der Zweifelhaftigkeit ihrer Religion zu überzeugen. Seine wissenschaftlichen Abhandlungen sowie die Übersetzungen und Veröffentlichungen früher islamischer sowie christlich-apologetischer Werke sollten den christlichen Missionaren das nötige Rüstwerk für die Bekehrung der Muslime zum Christentum liefern und den Muslimen vor Augen führen, dass ihre Religion den Standards der modernen Wissenschaft und Zivilisation diametral entgegenstände. Während sich die westliche Welt von diesem Urteil bestätigt fühlte, erhob sich auf muslimischer Seite starker Widerspruch gegen Muirs Darstellung des Islam. Dies führte teils zur Radikalisierung der indischen Muslime, teils aber auch zur Entstehung eines islamischen Modernismus in Indien (Sayyid Ahmad Khan). Gegen seine eigene Intention verhalf Muir so dem Islam in Indien zu einem neuen Aufschwung.

## Werke
- Muir, William. The Life of Mahomet and History of Islam. London, 1856–61. Online-Version (englisch)
- The Caliphate: Its rise, decline and fall online-Version (englisch)
- Apology of al-Kindy Online-Version (englisch)
- Annals of the Early Caliphate (englisch)
- The Koran: Its Composition and Teaching Online-Version (englisch)
- The Mohammedan Controversy Online-Version (englisch)